# Лимай-Мауида (департамент)
Департамент Лимай-Мауида  (исп. Departamento de Limay Mahuida) — департамент в Аргентине в составе провинции Ла-Пампа.
Территория — 9985 км². Население — 503 человек. Плотность населения — 0,05 чел./км².
Административный центр — Лимай-Мауида.

## География
Департамент расположен на западе провинции Ла-Пампа.
Департамент граничит:
- на севере — с департаментом Чалилео
- на востоке — с департаментами Ловентуэ, Утракан
- на юге — с департаментом Курако
- на западе — с департаментом Пуэлен

## Административное деление
Департамент состоит из 2 муниципалитетов:
- Ла-Реформа
- Лимай-Мауида

## Важнейшие населенные пункты[3]
| № | Населённый пункт | Населённый пункт (исп.) | Категория | Население чел. (2010) | На карте                        |
| - | ---------------- | ----------------------- | --------- | --------------------- | ------------------------------- |
| 1 | Ла-Реформа       | La Reforma              | поселок   | 221                   | 37°33′05″ ю. ш. 66°13′37″ з. д. |
| 2 | Лимай-Мауида     | Limay Mahuida           | поселок   | 75                    | 37°09′34″ ю. ш. 66°40′31″ з. д. |